# José María García de Paredes
José María García de Paredes Barreda (Sevilla, 20 de febrero de 1924 - Madrid, 6 de febrero de 1990) fue un arquitecto español conocido principalmente por sus proyectos de grandes auditorios en España.

## Biografía
En 1950 se tituló como arquitecto en la Escuela Técnica Superior de Arquitectura de Madrid. En 1957 se casó con María Isabel de Falla, sobrina del compositor Manuel de Falla. Ingresó en la Real Academia de Bellas Artes de San Fernando en 1986, con el discurso Paseo por la arquitectura de la música. Murió a los 66 años mientras conducía hacia su estudio en Madrid. Su hija Ángela García de Paredes junto a Ignacio Pedrosa se hizo cargo de su estudio de arquitectura tras su muerte.

## Proyectos
- 1953-1957, Colegio Mayor Aquinas, junto a Rafael de la Hoz, Madrid, España. Premio Nacional de Arquitectura de 1956.
- 1960-1964, Escuela Técnica Superior de Ingenieros de Telecomunicación, Madrid, España. (Junto a Javier Carvajal Ferrer)
- 1961, Iglesia Parroquial de Nuestra Señora de la Fuencisla, Poblado de Almendrales.
- 1961, Iglesia y Convento de Santa María de Belén (Iglesia Stella Maris) en Málaga.
- 1963-1966, Escuela de Arte de Teruel de Teruel.
- 1965-1968, Escuela de Artes aplicadas y oficios artísticos de Ávila.
- 1974-1978, Auditorio Manuel de Falla, Granada, España.
- 1982-1988, Auditorio Nacional de Música, Madrid, España.
- 1981-1984, Salón de actos de la planta baja del cuerpo absidial del Museo del Prado, Madrid, España.
- 1984-1987, Palacio de la Música y Congresos de Valencia, que levantó un cierto revuelo por las enormes similitudes que presentaba con el Auditorio Nacional de Música.
- 1987-1995, Auditorio y Centro de Congresos Victor Villegas, Murcia, España. (Junto a Ignacio García Pedrosa).

## Premios
- Premio Nacional de Arquitectura junto a Rafael de la Hoz por el Colegio Mayor Santo Tomás de Aquino